# Scopula orientalis
Scopula orientalis är en fjärilsart som beskrevs av Louis Beethoven Prout 1914. Scopula orientalis ingår i släktet Scopula och familjen mätare. Inga underarter finns listade.